# ماري بروك
ماري بروك (بالإنجليزية: Mary Brück)‏ (الاسم الأصلي كونواي) كانت عالمة فلك وعالمة فيزياء فلكية ومؤرخة علوم أيرلندية، قضت حياتها المهنية في مرصد دونسينك في دبلن والمرصد الملكي في إدنبرة في اسكتلندا.

## حياتها المبكرة
وُلدت ماري تريزا كونواي يوم 29 أيار (مايو) 1925 في باليفور، في أيرلندا، وهي الكبرى بين ثماينة أطفال. استخدمت النمط الأيرلندي في اسمها، ماري تريزا ني تشونميده، عندما التحقت بمدرسة الدير، حيث أظهرت موهبة في الرياضيات والعلوم والموسيقى، في كلية دبلن الجامعية حيث درست الفيزياء. حصلت على درجة البكالوريوس عام 1945 والماجستيرعام 1946.

## عالمة فضاء
كانت ماري كونواي خريجة جامعة إدنبرة في اسكتلندا، حيث أجرت بحوثاً في الفيزياء الفلكية الشمسية، وبلغت أبحاثها ذروتها في دراسة الدكتوراة التي حصلت عليها عام 1950.
عادت ماري كونواي إلى دبلن للعمل في مرصد دونسينك. أعيد افتتاح المرصد كمعهدٍ للبحوث عام 1947، عندما نُقل إلى معهد دبلن للدراسات المتقدمة، وتم تعيين الفلكي الألماني المولد هيرمان بروك (1905-2000) كمديرٍ جديد.
تزوجت ماري كونواي وهيرمان بروك عام 1951، حيث تسمّت على اسمه بعد ذلك «ماري بروك». وأنجبت ثلاثة أبناء.
تم تعيين هيرمان بروك «الفلكي الملكي في اسكتلندا» عام 1957 فانتقلت العائلة إلى إدنبرة. تم تعيين ماري بروك محاضرة غير متفرغة في جامعة إدنبرة عام 1962. أصبحت بعد ذلك محاضرة بدوامٍ كامل وترقّت إلى محاضر كبير.
أجرت ماري بروك بحثاً عن النجوم والأوساط بين النجمية وسحابتا ماجلان. استخدمت بعض الملاحظات المصورة بواسطة تلسكوب شميدت المملكة المتحدة في سايدينغ سبرينغ في أستراليا. استخدمت أعداد وسطوع وألوان النجوم في السحب الماجلانية لدراسة تركيب وتطور هذه المجرات القريبة.
غالباً ما كانت تنشر أبحاثها في مجلة "ملاحظات شهرية من الجمعية الملكية الفلكية، ومنشورات المرصد الملكي في إدنبرة ومجلة نيتشر ومجلة علم الفلك والفيزياء الفلكية.
في تموز (يوليو) 2017، أسمت جامعة مدينة دبلن إحدى مبانيها باسم ماري بروك اعترافاً بإسهاماتها في العلوم.

## وصلات خارجية
- ماري بروك في شجرة علماء الرياضيات